# Нитрат алюминия
Нитра́т алюми́ния, азотнокислый алюминий — Al(NO3)3, неорганическое соединение, алюминиевая соль азотной кислоты.
Помимо собственно безводного нитрата, у алюминия существуют и основные нитраты: AlOH(NO3)2 и Al(OH)2NO3, а также ряд гидратированных солей Al(NO3)3•xH2O (х = 4, 6, 8, 9), среди которых наиболее стабилен нонагидрат: Al(NO3)3•9H2O.

## Физические свойства
Безводный нитрат алюминия представляет собой белое или бесцветное кристаллическое, чрезвычайно гигроскопичное вещество, дымящее на воздухе. Хорошо растворим в холодной воде (63,7 % при 25 °C) и полярных органических растворителях. Температура плавления 66 °C (с разложением), в вакууме возгоняется при 50 °C. Разлагается в горячей воде.
Нонагидрат Al(NO3)3•9H2O — белые кристаллы, расплывающееся на воздухе, с моноклинной структурой (a=1,086 нм, b=0,959 нм, c=1,383 нм, β=95,15°, z=4, пространственная группа P21/a). При нагревании чуть выше температуры плавления (73,6 °C) теряет сперва одну, а затем ещё две молекулы воды.
Плотность водного раствора нитрата алюминия при 18 °C:
|                | 1 %    | 2 %    | 4 %    | 6 %    | 8 %    | 10 %   | 12 %   | 14 %   |
| -------------- | ------ | ------ | ------ | ------ | ------ | ------ | ------ | ------ |
| Плотность, г/л | 1006,5 | 1014,4 | 1030,5 | 1046,9 | 1063,8 | 1081,1 | 1098,9 | 1117,1 |
| Плотность, г/л | 16 %   | 18 %   | 20 %   | 24 %   | 28 %   | 30 %   | 32 %   | —      |
| Плотность, г/л | 1135,7 | 1154,9 | 1174,5 | 1215,3 | 1258,2 | 1280,5 | 1303,6 | —      |

## Химические свойства
- При растворении в воде подвергается гидролизу[8]:

{\displaystyle {\mathsf {Al(NO_{3})_{3}+4H_{2}O\leftrightarrows [Al(H_{2}O)_{4}]^{3+}+3NO_{3}^{-}}}}
{\displaystyle {\mathsf {[Al(H_{2}O)_{4}]^{3+}+H_{2}O\leftrightarrows [Al(H_{2}O)_{3}(OH)]^{2+}+H_{3}O^{+}}}}
Водные растворы нитрата алюминия имеют pH от 2,5 до 3,7.
При нагревании гидролиз можно провести полностью:
{\displaystyle {\mathsf {Al(NO_{3})_{3}+3H_{2}O=Al(OH)_{3}\!\downarrow \!+3HNO_{3}\!\uparrow }}}
- Вступает в реакцию со щелочами:

{\displaystyle {\mathsf {Al(NO_{3})_{3}+3NaOH=Al(OH)_{3}\!\downarrow \!+3NaNO_{3}}}}
{\displaystyle {\mathsf {Al(NO_{3})_{3}+4NaOH=Na[Al(OH)_{4}]+3NaNO_{3}}}}
Реакция с концентрированным водным раствором аммиака может идти по двум направлениям.
На холоде:
{\displaystyle {\mathsf {Al(NO_{3})_{3}+3NH_{3}+3H_{2}O=Al(OH)_{3}\!\downarrow \!+3NH_{4}NO_{3}}}}
При нагревании:
{\displaystyle {\mathsf {Al(NO_{3})_{3}+3NH_{3}+3H_{2}O=AlO(OH)\!\downarrow \!+3NH_{4}NO_{3}+H_{2}O}}}
- При нагревании разлагается [8]:

{\displaystyle {\mathsf {4Al(NO_{3})_{3}=2Al_{2}O_{3}+12NO_{2}\!\uparrow +3O_{2}\!\uparrow }}}
Нонагидрат при сильном нагревании (135 °C) сперва образует основную соль Al(OH)2NO3•1,5H2O, а при более высокой температуре (200 °C) разлагается до аморфного оксида алюминия.
- Нитрат алюминия является сильным окислителем — его безводная форма со взрывом реагирует со многими органическими растворителями (например: с диэтиловым эфиром и бензолом).

## Получение

### Лабораторные методы
В лаборатории водный раствор нитрата алюминия получают растворением алюминия в разбавленной азотной кислоте:
{\displaystyle {\mathsf {8Al+30HNO_{3}=8Al(NO_{3})_{3}+3N_{2}O\!\uparrow +15H_{2}O}}}
Альтернативный метод заключается во взаимодействии гидроксида алюминия с азотной кислотой:
{\displaystyle {\mathsf {Al(OH)_{3}+3HNO_{3}=Al(NO_{3})_{3}+3H_{2}O}}}
Наконец, искомую соль можно получить обменной реакцией сульфата алюминия с нитратом бария или свинца:
{\displaystyle {\mathsf {Al_{2}(SO_{4})_{3}+3Ba(NO_{3})_{2}=2Al(NO_{3})_{3}+3BaSO_{4}\!\downarrow }}}
Из водного раствора посредством кристаллизации выделяют нонагидрат нитрата алюминия. Кристаллогидраты с меньшим количеством воды получают из водных растворов азотной кислоты.
Безводный нитрат алюминия можно получить реакцией кристаллогидрата с избытком оксидом азота (V) (реакция (1)) или безводного хлорида алюминия с нитратом хлора (реакция (2)):
{\displaystyle {\mathsf {Al(NO_{3})_{3}\cdot 9H_{2}O+9N_{2}O_{5}\longrightarrow Al(NO_{3})_{3}+18HNO_{3}~~~~~~(1)}}}
{\displaystyle {\mathsf {AlCl_{3}+3ClNO_{3}\longrightarrow Al(NO_{3})_{3}+3Cl_{2}~~~~~~(2)}}}

### Промышленное производство
В промышленности безводный нитрат алюминия получают взаимодействием оксида или гидроксида алюминия с оксидом азота (V):
{\displaystyle {\mathsf {Al_{2}O_{3}+3N_{2}O_{5}\longrightarrow 2Al(NO_{3})_{3}}}}
{\displaystyle {\mathsf {Al(OH)_{3}+3N_{2}O_{5}\longrightarrow Al(NO_{3})_{3}+3HNO_{3}}}}
В случае использования бромида алюминия в качестве исходного сырья для синтеза, реакция идёт в две стадии:
{\displaystyle {\mathsf {2AlBr_{3}+8N_{2}O_{5}=2[NO_{2}]^{-}[Al(NO_{3})_{4}]^{+}+3Br_{2}+6NO_{2}}}}
{\displaystyle {\mathsf {2[NO_{2}]^{-}[Al(NO_{3})_{4}]=2Al(NO_{3})_{3}+4NO_{2}+O_{2}}}}

## Применение
Соединение используется в текстильной промышленности как протрава при крашении тканей, для дубления кожи, в производстве нитей накаливания, в качестве катализатора при очистке нефти, антикоррозионного агента; в производстве изоляционных бумаг, нагревательных элементах, антиперспирантов; в ядерной физике.

## Опасность
ЛД50 (крысы, перорально) = 4,28 г/кг.